# Artur Rasizadə
Artur Tahir oğlu Rasizadə spesso scritto come Artur Rasizade, (Gəncə, 26 febbraio 1935) è un politico azero, primo ministro dell'Azerbaigian dal 1996 al 2003 e poi, dopo una breve interruzione, dal 2003 al 2018.

## Biografia
Rasizadə è stato un membro del Partito Comunista Azero negli anni in cui l'Azerbaijan faceva parte dell'URSS.
Ha servito come primo ministro a partire dal 20 luglio 1996 fino al 4 agosto 2003, quando rassegnò le dimissioni per motivi di salute, venendo sostituito dal figlio del presidente Heydər Əliyev, İlham Əliyev.
Rasi-zadə continuò a operare come primo ministro per conto di İlham Əliyev, riprendendo formalmente la carica il 4 novembre dello stesso anno, dopo l'elezione di İlham Əliyev a presidente. Lasciò l'incarico il 21 aprile 2018.